# Erich Übelacker
Erich Übelacker (19. října 1899 – 30. června 1977) byl česko-německý automobilový konstruktér.

## Život
Erich Übelacker studoval inženýrství na Německé technické vysoké škole v Praze (Deutsche Technische Hochschule Prag) a poté tam byl asistentem profesora Rudolfa Dörfla. Během let 1927–1939 byl zaměstnán v Tatra Závodech v Kopřivnici na Moravě pod vedením Hanse Ledwinky. Společně s jeho synem Erichem Ledwinkou navrhl Übelacker Tatru 57 a první aerodynamické automobily Tatra se vzduchem chlazeným motorem vzadu – typy Tatra 77 (a její modernizaci Tatra 77a), Tatra 87 a Tatra 97. Během let 1939–1941 pracoval pro rakouskou automobilku Steyr-Daimler-Puch, potom pro Daimler-Benz ve Stuttgartu, kde v letech 1941–1945 navrhoval turbínové motory. Jako voják v zajetí pracoval pro Turbomeca v Pau ve Francii.
Od roku 1949 do 1961 byl zaměstnán jako vedoucí návrhář speciálních užitkových automobilů u firmy Borgward v německých Brémách. Byl autorem velkého množství technických patentů v oblasti konstrukce automobilů.
Po konkursu firmy Borgward přešel Erich Übelacker v roce 1961 i s celým oddělením „zvláštního vývoje“ (Sonderentwicklung) do firmy Rheinstahl-Hanomag.